# Phascolosorex dorsalis
Phascolosorex dorsalis är en pungdjursart som först beskrevs av Peters och Giacomo Doria 1876. Phascolosorex dorsalis ingår i släktet Phascolosorex och familjen rovpungdjur. IUCN kategoriserar arten globalt som livskraftig.
Pungdjuret förekommer i Nya Guineas bergstrakter mellan 1600 och 3600 meter över havet. Regionen är täckt av tropisk regnskog. Individerna vistas på marken och är aktiva på dagen. Honor föder vanligen fyra ungar per kull.
Honor blir med cirka 93 till 163 dagar mellanrum brunstiga och det registrerades inga fasta parningstider. Dräktigheten varar i 18 till 21 dagar. Ungarna föds blinda och de öppnar sina ögon efter cirka 95 dagar. Efter ungefär 19 veckor slutar honan med digivning. Hos denna art och hos flera andra rovpungdjur dokumenterades en sorts pseudo dräktighet. Honor är från ägglossningen ungefär över 20 dagar tyngre än vanlig. Könsmognaden infaller efter 11 till 12 månader.

## Underarter
Arten delas in i följande underarter:
- P. d. brevicaudata
- P. d. dorsalis
- P. d. whartoni